# Rio de San Zan Degolà

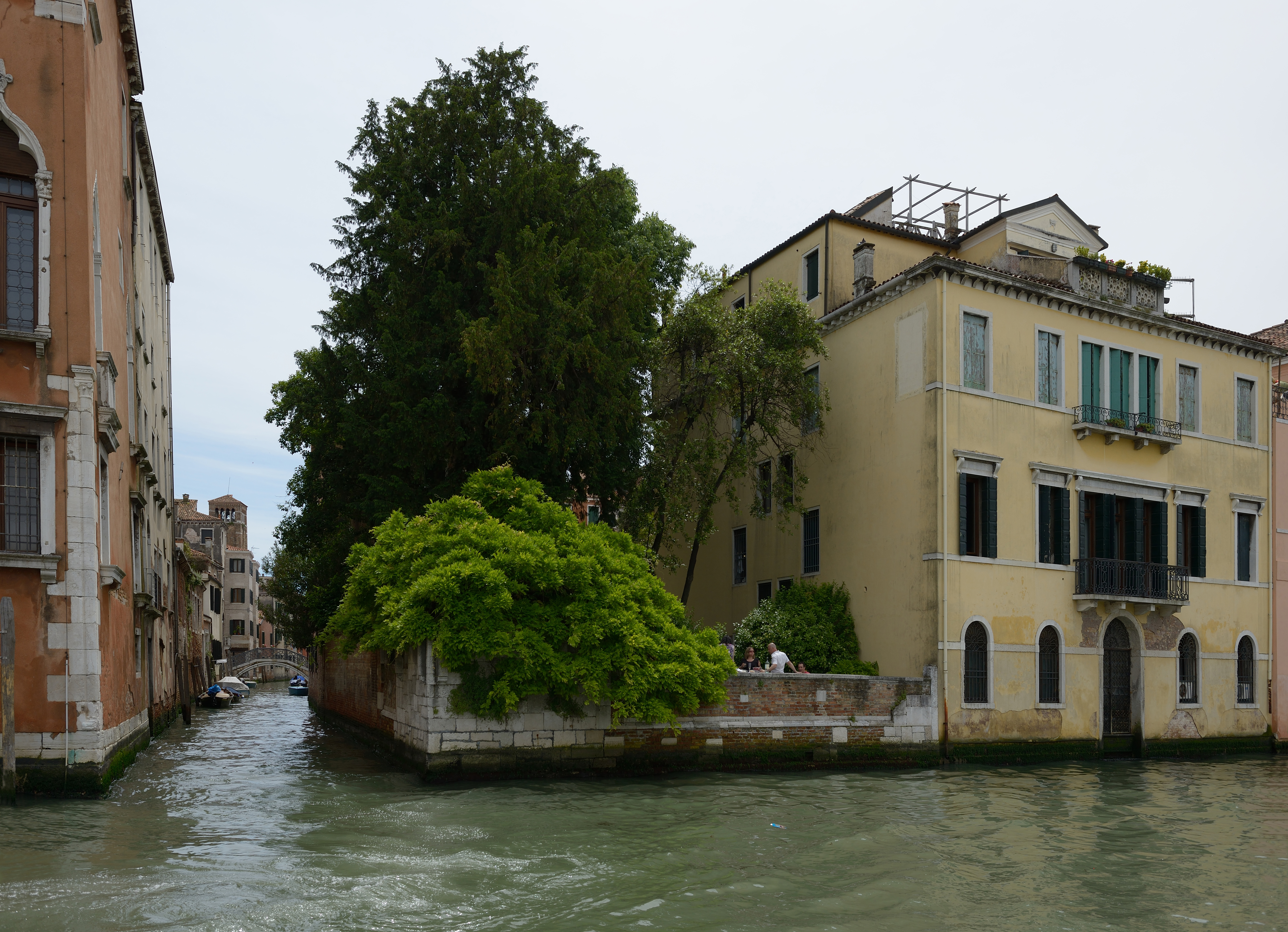
Le rio vu du Grand Canal avec le pont Bembo

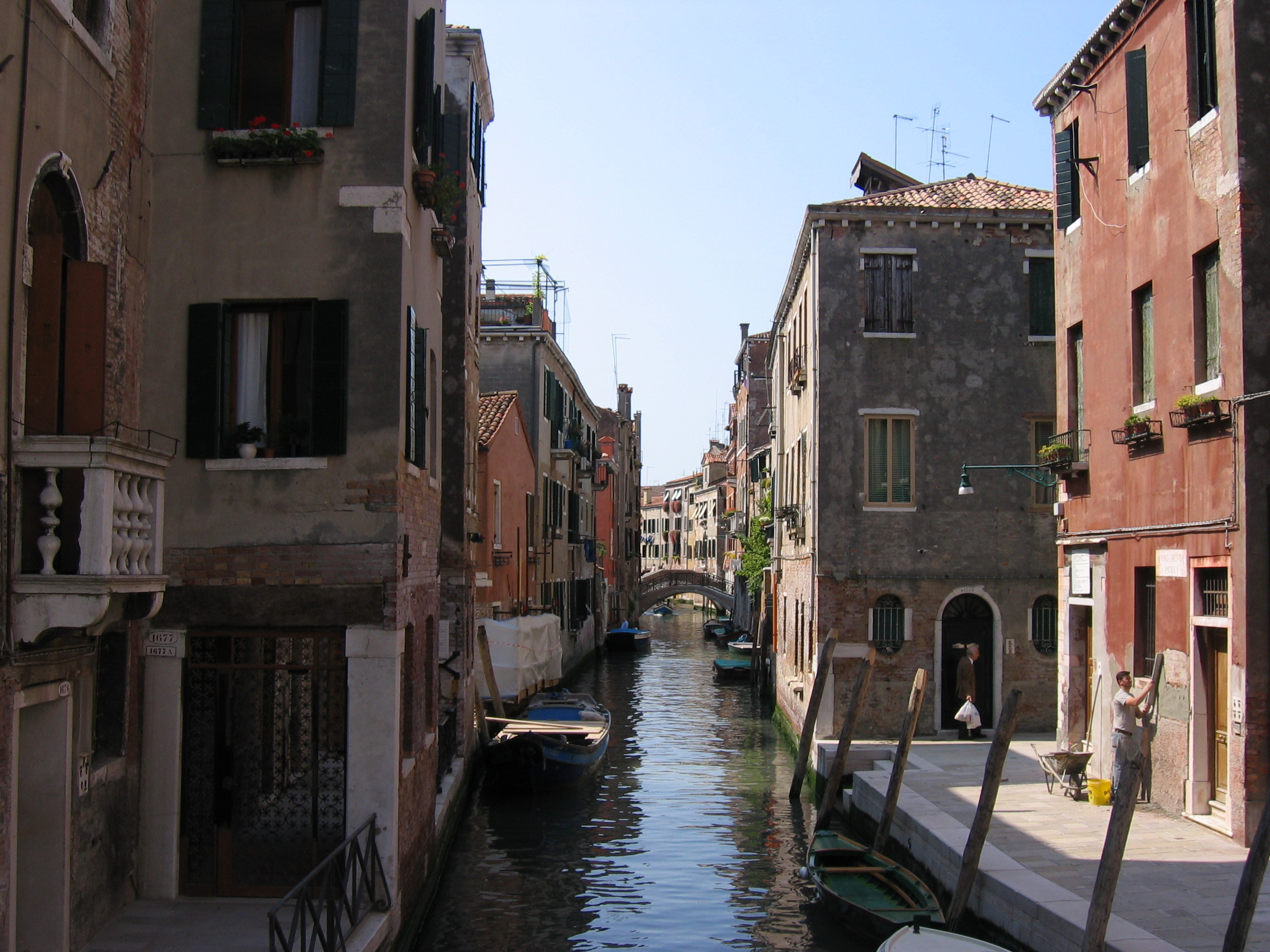
Le rio vu du pont Bembo avec au loin, le ponte del Savio

Le rio di San Giovanni Decollato (en vénitien rio de San Zan Degolà; canal de Saint-Jean-Baptiste) est un canal de Venise, dans le sestiere de Santa Croce. 

## Description
Le rio de San Zan Degolà a une longueur d'environ 350m. Il prolonge le rio de Sant'Agostin, à son confluent avec le San Giacomo de l'Orio vers le nord au Grand Canal.

### Rio de l'Isola
Le Rio Terà de l'Isola a été construit en 1968 lors de l'enfouissement du Rio de l'Isola de San Giacomo de l'Orio. Ce canal partait du Rio de San Zan Degolà, presque en face de l'extrémité du Fondamenta de Cà Pruli et moyennant un itinéraire en fer à cheval, il revenait sur le même rio en face du Ramo del Cazza, formant un petit îlot (isola). Rio sans quais, il avait un petit pont de pierre qui le traversait entre la Calle de l'Isola et le Ramo de l'Isola.

### Rielo de San Zan Degolà
Le Rio Terà del Cazza a été construit en 1779 lors de l'enfouissement du Rielo de San Zan Degolà. Ce canal partait du Grand Canal à l'extrêmité est du Riva di Biasio, coulait du nord au sud, puis suivait une courbe en angle droit au niveau du Ramo del Cazza et se dirigeait vers le Rio de San Zan Degolà. Il avait un quai qui longeait tout son côté ouest et un pont qui le traversait à la Calle de Cà Bembo.

## Toponymie
Le nom réfère à l'Église San Zan Degolà. L'adjectif decollato signifie décapité.

## Situation et monuments remarquables
Ce rio longe :
- le campo de l'église San Zan Degolà.
- l'église San Giacomo dall'Orio.

## Ponts
Ce rio est traversé par six ponts (du nord au sud), dont :
- Ponte Bembo reliant le campo éponyme à la calle Bembo
- Ponte del Savio, près de ce Ponte storto sotto le colonne habitaient en 1661 Paulina et Camillo de Savii, locataires de la famille patricienne Loredan; en 1713, il en reprit le nom, ce qui arrivait quelquefois, delle Savie ou Storto reliant la calle éponyme au Campiello del Piovan
- Ponte Ruga Vechia reliant la Ruga Vecchia à l'église San Giacomo dall'Orio
- Ponte Ruga Bella, sans surprise selon Dezan, cette dénomination vint du charme du site ou del Forner reliant la calle va in campo Nazario Sauro au Campo San Giacomo de l'Orio
- Ponte de l'Anatomia, un théâtre d'anatomie, lieu de vivisection humaine, financé par Lorenzo Loredan fut ouvert ici en 1671 d'après une proposition du dr. Alessandro Benedetto de 1480; reliant la corte éponyme au Campo San Giacomo de l'Orio
- Ponte de le Oche, appelé d'après les oies ((it):Oche) gravées sur un palais proche, tout comme d'autres rues voisines, sur la calle éponyme

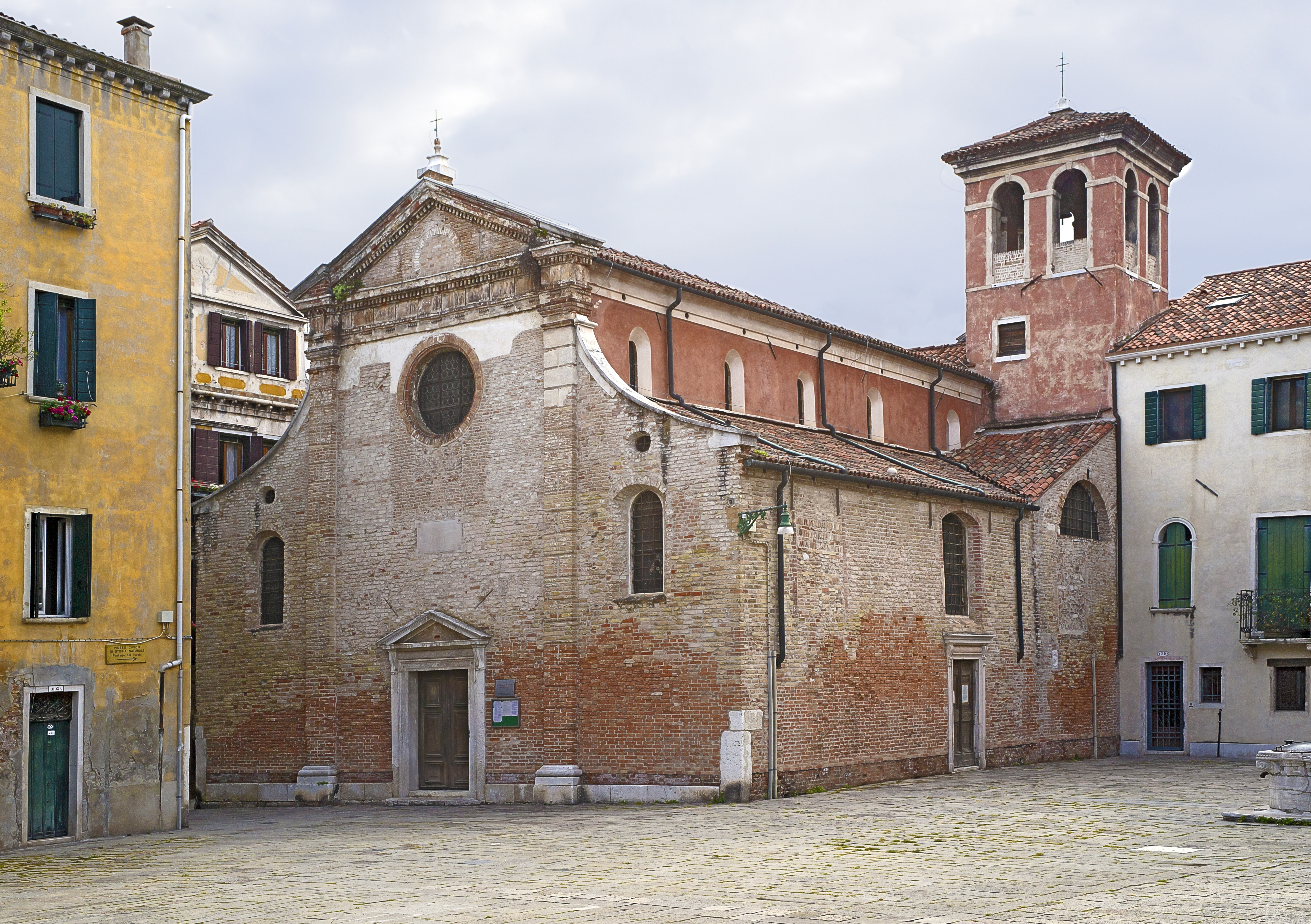
L'église San Zan Degolà
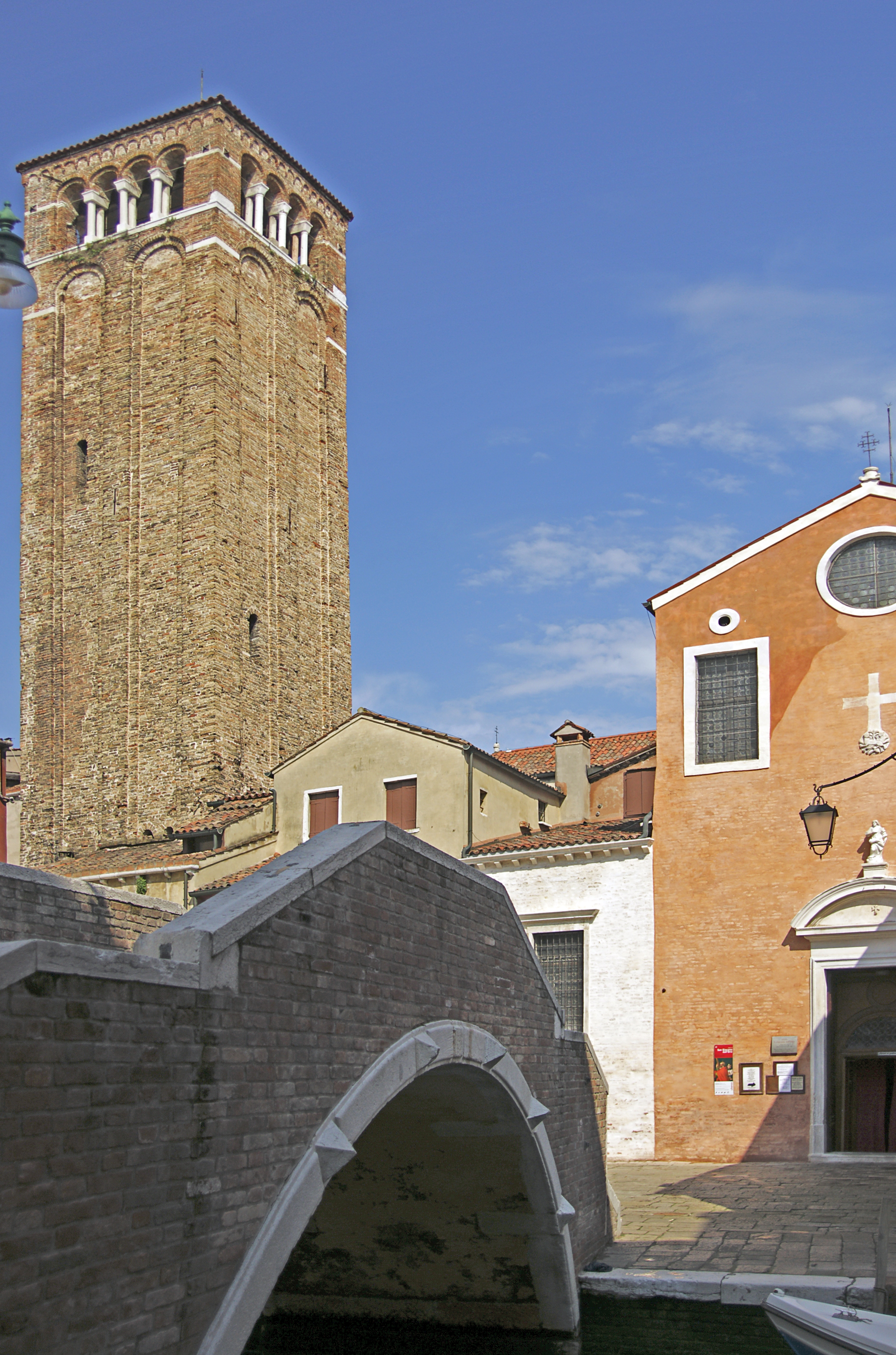
Église San Giacomo dall'Orio
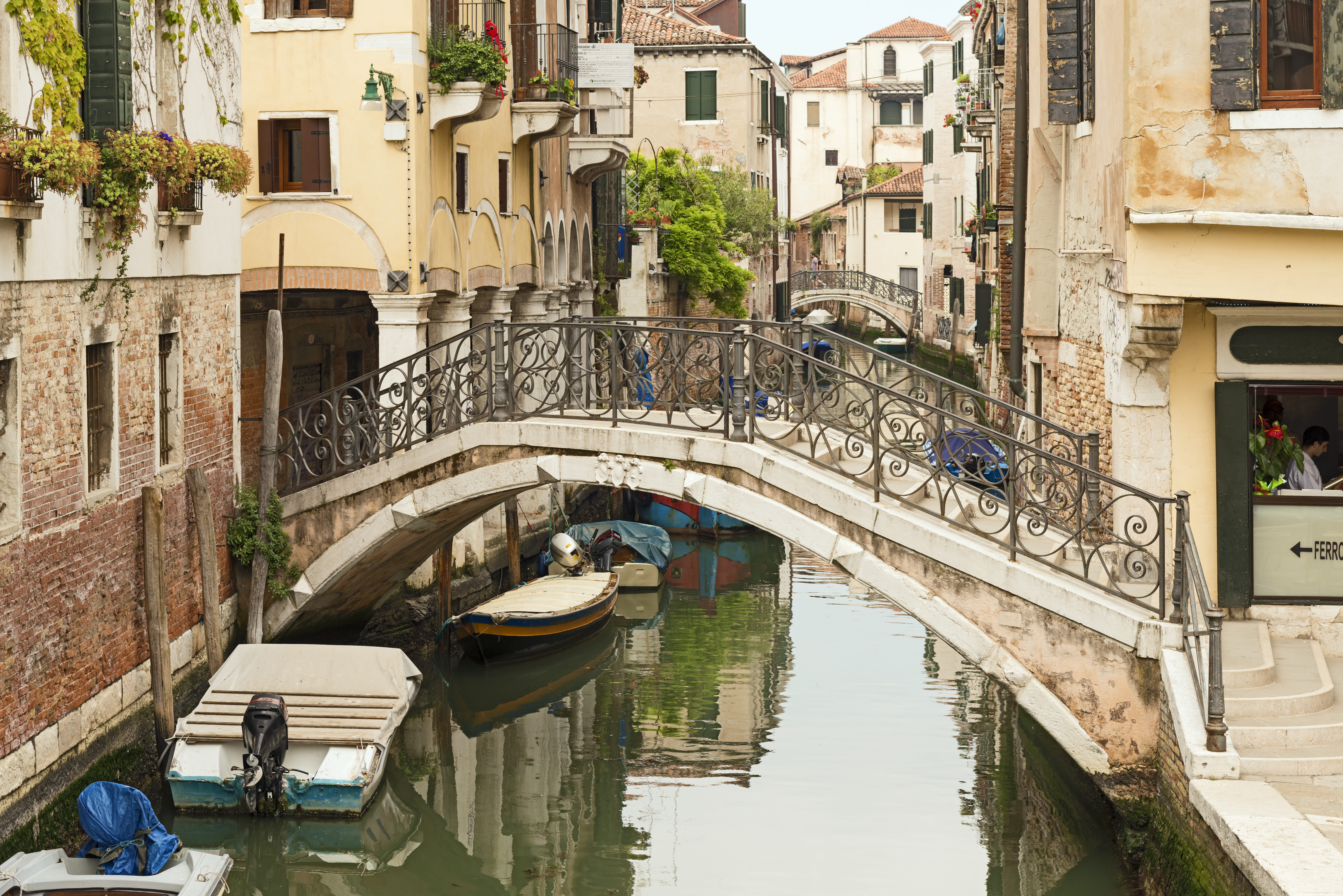
Ponte del Savio
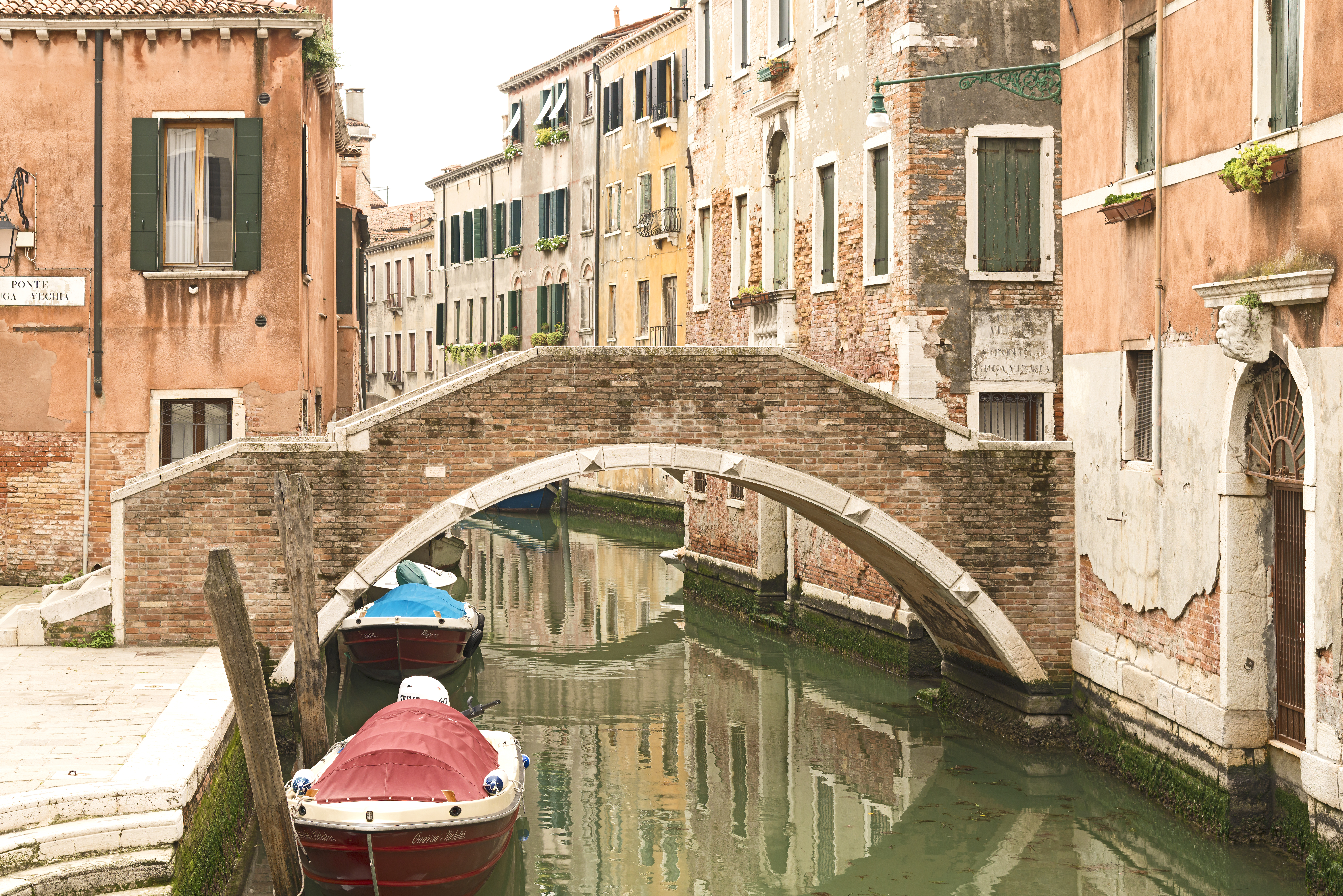
Ponte Ruga Vechia
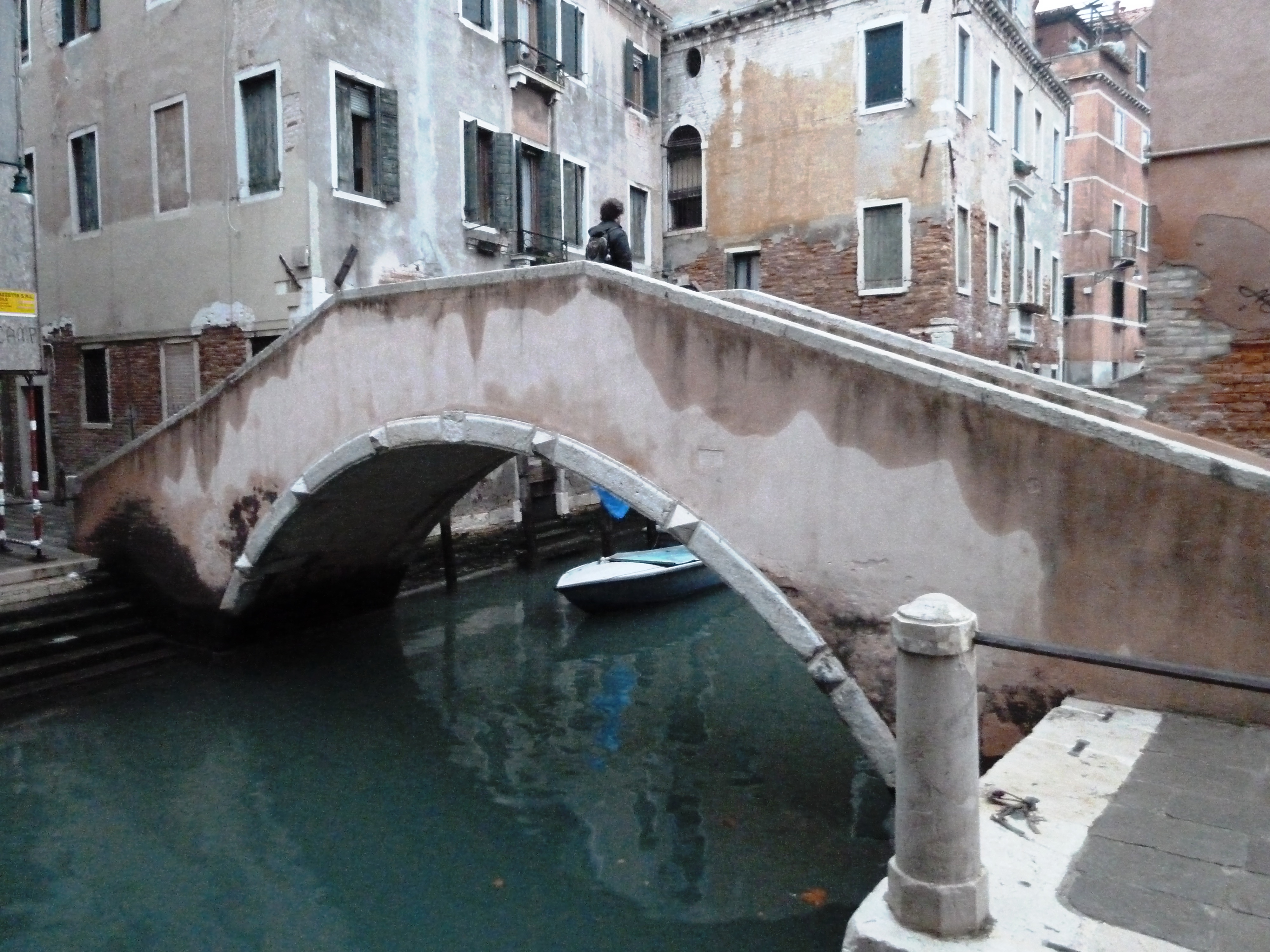
Ponte Ruga Bella
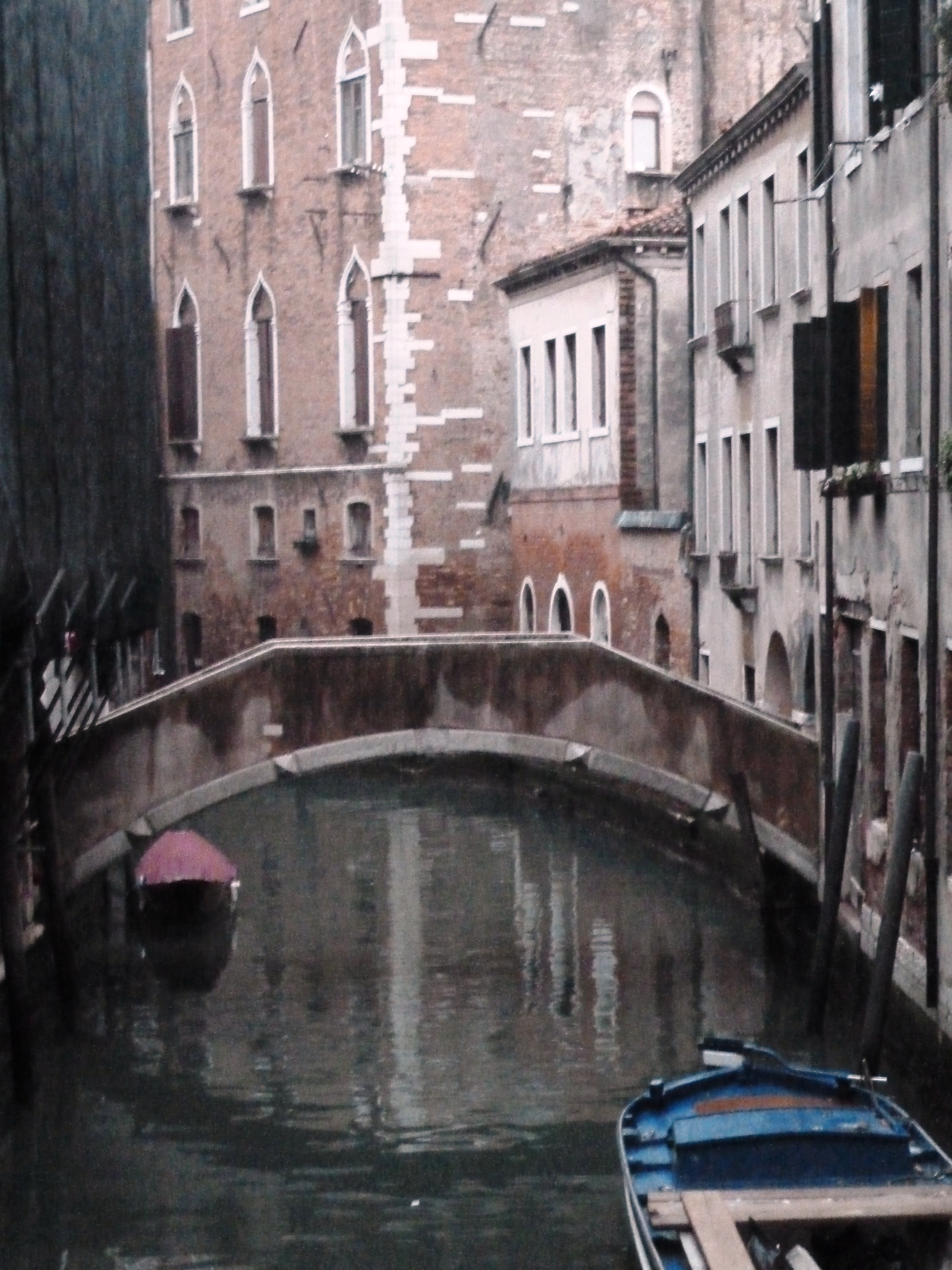
Ponte de l'Anatomia
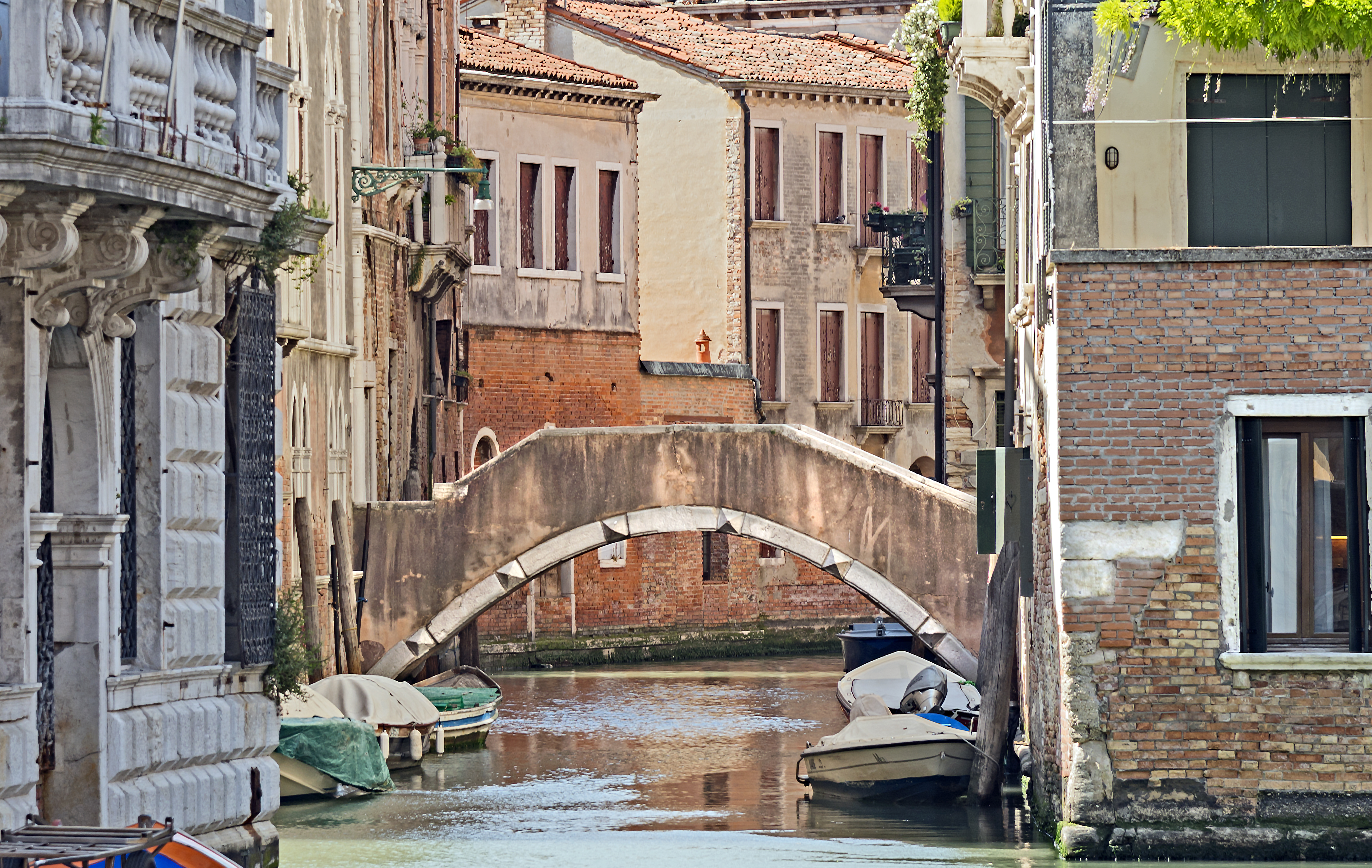
Ponte de le Oche